# Carlos Bosch Bosch
Carlos Bosch Bosch (26 de mayo de 1873-1955) fue un militar español.

## Biografía
Nació el 26 de mayo de 1873. Ingresó en la Academia General Militar el 1 de noviembre de 1880, especializándose en el arma de infantería. Participó en las guerras de Cuba y África, recibiendo varias condecoraciones por sus intervenciones. Ascendió al rango de coronel en 1923, y al rango de general de brigada en 1930.
Posteriormente fue nombrado comandante de la XVI Brigada de Infantería, con sede en León, unidad que formaba parte de la VIII División Orgánica.
Durante los sucesos revolucionarios de octubre de 1934 en Asturias tuvo una participación destacada. Salió hacia Asturias al frente de una columna. Aunque inicialmente logró asegurar el Puerto de Pajares, posteriormente su columna quedó paralizada durante varios días en Vega del Rey, y los ataques de los mineros provocaron numerosas bajas. Bosch llegó a recibir refuerzos del Ejército de África, pero acabaría siendo relevado en el mando de la columna por el general Amado Balmes.
En 1936, cuando contaba ya con 63 años de edad, Bosch formó parte de la conspiración militar contra la República, que acabaría desembocando en la Guerra civil. Las fuerzas militares de la provincia estaban formadas por el regimiento de infantería Burgos n.º 31, mandado por el coronel Vicente Lafuente Baleztena, con un batallón en León capital y otro en Astorga, y por el grupo de reconocimiento aéreo n.º 21, con base en el aeródromo de La Virgen del Camino, conformado por dos escuadrillas de 18 aviones cada una. Cuando el 18 de julio llegó a León por carretera y ferrocarril una numerosa Columna de mineros asturianos, éstos exigieron a los oficiales de la guarnición que les entregasen armas. Inicialmente el general Bosch fue reticente, pero tras las órdenes que recibió del general lealista Gómez-Caminero, inspector del ejército llegado de Orense, Bosch acabó aceptando y entregó a los mineros unos 200 fusiles y 4 ametralladoras. Dos días más tarde, el 20 de julio, cuando toda la provincia estaba paralizada por la huelga general, Bosch declaró el estado de guerra y se sublevó, cuando la columna de mineros se encontraba ya muy lejos de León. Las fuerzas sublevadas al mando de Bosch se hicieron con el control de León sin demasiada dificultad, y lo mismo en Astorga, después de que pasara, de vuelta a Asturias, la columna minera.
Tras la sublevación ejerció durante un breve plazo de tiempo el mando de la VIII División Orgánica, hasta que el 22 de septiembre de 1936 fue cesado y nombrado gobernador militar de Ferrol. No aceptó con excesivo entusiasmo la posterior política de los rebeldes. El 19 de febrero de 1937 pasó a la reserva por edad, fallecido 1955.